# Удмуртская Википедия
Удму́ртская Википе́дия — раздел Википедии на удмуртском языке.
Стартовала 24 октября 2005 года.
31 января 2011 года число статей достигло 1000 статей (203 место), а 15 февраля 2011 года на некоторое время заняла первое место среди российских финно-угорских википедий, обогнав коми-зырянскую Википедию. На конец апреля 2013 года содержала 3354 статьи.
Как и в большинстве вики-проектов на языках небольших народов, в удмуртской Википедии развита культурная, краеведческая и другие национальные темы. Минусами этого проекта являются плохая охваченность базовых статей, невысокое качество языка статей, а также малое число участников.
Трудности в заполнении удмуртской Википедии во многом связаны с отсутствием удмуртоязычных авторитетных источников даже по вопросам, непосредственно связанным с удмуртской этнической тематикой, в то время как процесс русско-удмуртского перевода требует немалых интеллектуальных затрат и достаточно высокого уровня языковой компетентности и культуры. Большую сложность представляет собой усвоение пользователями идеологии проекта.

## Поддержка проекта
В 2010 года удмуртский раздел Википедии стал объектом внимания Института повышения квалификации и переподготовки работников образования Удмуртской Республики (ИПК и ПРО УР), где работает основатель и один из администраторов удмуртской Википедии Денис Сахарных: в рамках гранта, предоставленного Институту финским Обществом Кастрена (фин. M. A. Castrénin seura), целью которого было создание «массива связного актуального контента энциклопедического формата под свободной лицензией на удмуртском языке (на площадке международного проекта „Википедия“)», сотрудники института и привлечённые авторы создали в удмуртской Википедии более 200 статей на удмуртском языке, сформировавших историко-регионоведческое тематическое ядро раздела. По замыслу авторов проекта, форсированная капитализация раздела должна была привлечь к нему внимание и обеспечить приход новых авторов.
В 2011 года Общество Кастрена профинансировало грантовый проект ИПК и ПРО УР «Конкурс удмуртских национальных молодёжных сайтов „Зарни вотэс —2011“ (Золотая паутина)». В рамках работы по данному проекту силами организации-исполнителя были организованы очные курсы «Создание интернет-проектов с использованием удмуртского языка» (17-21 октября и 21-25 ноября 2011 г.), в ходе которых в том числе проводилось обучение работе в среде удмуртской Википедии.
24 октября 2015 года в городе Ижевске состоялось мероприятие, посвященное 10-летию Удмуртской википедии. Мероприятие прошло в Учебно-научной библиотеке УдГУ, а участниками стали: Денис Сахарных, Алексей Шкляев, Свен-Эрик Соосаар (Sven-Erik Soosaar), Елена Рябина, Сергей Бехтерев, Павел Каганер, Риф Насибуллин.
23-26 сентября 2016 года в Ижевске состоялся первый международный форум, посвящённый развитию проектов Викимедиа на языках народов Урала, а также проблемам свободного создания и распространению знаний в целом. 

## Статистика
- 2005—100 статей
- 2007—300 статей
- 2009—2010 — ~500 статей
- 2010—700 статей (по завершении работ в рамках гранта Общества Кастрена)
- 2011—1000 статей
- май 2011—2300 статей
- май 2012 — 3070 статей.
- апрель 2013 — 3334 статей.
- июль 2014 — 3500 статей.
- февраль 2015—105 000 правок.
- январь 2021 года - 5000 статей

## Текущая статистика
На 16 июля 2025 года в данном разделе насчитывалось 5708 статей. Также в удмуртской Википедии зарегистрирован(о) 16 540 участников, из них 11 совершили какое-либо действие за последние 30 дней, а 2 участника имеет статус администратора. Общее число правок составляет 128 645.
Глубина раздела на текущий момент составляет 39,9 единиц.
См. подробнее на странице удмуртского раздела udm:Википедия:Выль_иворъёс.